# Villoncourt
Villoncourt település Franciaországban, Vosges megyében. Lakosainak száma 100 fő (2022. január 1.). Villoncourt Badménil-aux-Bois, Bayecourt, Dignonville, Padoux és Sercœur községekkel határos.

## Népesség
A település népessége az elmúlt években az alábbi módon változott:
| Lakosok száma | 114  | 107  | 110  | 110  | 109  | 109  | 108  | 104  | 100  |
|               | 2013 | 2015 | 2016 | 2017 | 2018 | 2019 | 2020 | 2021 | 2022 |